# RASopathie
RASopathie ist ein Überbegriff für verschiedene seltene angeborene Erkrankungen, deren Ursache in Mutationen von Proteinen des MAP-Kinase-Weges liegt, der für die Zellproliferation und Zelldifferenzierung wesentlich ist.
Synonyme sind: Neuro-Kardio-Fazio-Kutane Syndrome; englisch Noonan-related syndromes; RASOpathien; RASopathy
Der Begriff wurde wohl im Jahre 2009 durch die US-amerikanischen Humangenetiker William E. Tidyman und Katherine A. Rauen geprägt.

## Klinische Erscheinungen
Die Störungen des MAP-Kinase-Weges führen zu unterschiedlich ausgeprägten Symptomen an mehreren Organsystemen. Typischerweise handelt es sich um Herzfehler, Kleinwuchs, Gesichtsdysmorphie und Entwicklungsstörungen.
Außerdem können die Haut, das Skelett, die Muskulatur, der Gastrointestinaltrakt, das Zentralnervensystem und die Augen betroffen sein.

## Einteilung
Zu den RASopathien können folgende Erkrankungen gezählt werden:
- Costello-Syndrom
- Hereditäre gingivale Fibromatose
- Kapilläre Fehlbildung-arteriovenöse Fehlbildung (CM-AVM)[6]
- Kardio-fazio-kutanes Syndrom
- Legius-Syndrom
- Lelis-Syndrom
- LEOPARD-Syndrom
- ALPS
- Mosaik-Legius-Syndrom
- Naxos-Krankheit
- Neurofibromatose Typ 1
- Noonan-Syndrom und Noonan-ähnliches Syndrom
- Rothmund-Thomson-Syndrom
- SYNGAP1-Syndrom
- Wollhaare-Palmoplantarkeratose-dilatative Kardiomyopathie-Syndrom (Synonyme: Carvajal Syndrom; Carvajal Variante des Naxos Syndroms; englisch Woolly hair-palmoplantar keratoderma-dilated cardiomyopathy syndrome)[7]

## Diagnostik
Zur Abklärung sollte eine Stufendiagnostik mit Hilfe von DNA-Sequenzierung erfolgen.